# Artem Starhorodski
Artem Serhijowycz Starhorodski, ukr. Артем Сергійович Старгородський (ur. 17 stycznia 1982, w Kijowie) – ukraiński piłkarz, grający na pozycji pomocnika, a wcześniej obrońcy.

## Kariera piłkarska

### Kariera klubowa
Wychowanek Dynama Kijów, w trzeciej drużynie którego rozpoczął karierę piłkarską. Również rozegrał jeden mecz w drugiej drużynie Dynama. Na początku 2002 przeszedł do klubu Systema-Boreks Borodzianka. W 2004 został piłkarzem Naftowyka Ochtyrka. Zimą 2005 przeniósł się do Tawrii Symferopol, w podstawowej jedenastce którego 1 marca 2005 rozegrał pierwszy mecz w Wyższej lidze. 2006 spędził na wypożyczeniu w Krymtepłyci Mołodiżne. W styczniu 2007 został zaproszony do Arsenału Kijów. 23 grudnia 2012 przeszedł do Czornomorca Odessa, w którym występował do 1 czerwca 2013, po czym powrócił do Arsenału Kijów. Po rozformowaniu Arsenału, 18 stycznia 2014 przeszedł do Szachciora Soligorsk. Podczas przerwy zimowej sezonu 2016/17 opuścił białoruski klub. W lutym 2017 wrócił do Arsenału Kijów. 28 lipca 2018 został piłkarzem FK Witebsk.

### Kariera reprezentacyjna
Występował w studenckiej reprezentacji Ukrainy.

## Sukcesy i odznaczenia

### Sukcesy reprezentacyjne
- mistrz Uniwersjady: 2007, 2009

### Odznaczenia
- tytuł Mistrza Sportu Klasy Międzynarodowej: 2007